# 31 mai 1909
Le lundi 31 mai 1909 est le 151e jour de l'année 1909.

## Naissances
- Art Coulter (mort le 14 octobre 2000), joueur de hockey sur glace canadien
- Aurore Gagnon (morte le 12 février 1920), victime de maltraitance sur mineur canadienne
- Bernard Delmez (mort le 24 décembre 1982), footballeur belge
- DeWitt Stetten Jr. (mort le 28 août 1990), biochimiste américain
- Eliza Hansen (morte le 19 mai 2001), pianiste et claveciniste d'ascendance roumano-allemande
- Gaëtan Vidiani (mort le 25 juillet 1943), lieutenant français, héros de la première résistance intérieure
- Giovanni Palatucci (mort le 10 février 1945), policier italien
- Hans Domnick (mort le 6 février 1985), réalisateur allemand
- Henri Deconinck (mort le 26 février 1984), coureur cycliste français
- Jacques Chapsal (mort le 11 mars 1990), politologue et historien français
- John George Spencer-Churchill (mort le 23 juin 1992), aristocrate anglais, peintre et sculpteur
- Joe Schleimer (mort le 23 novembre 1988), lutteur canadien spécialiste de la lutte libre
- René Lefèvre-Bel (mort le 10 janvier 1999), acteur français
- Roland Cadet (mort le 1 juin 2003), haut fonctionnaire français (1909-2003)
- Thor Thorvaldsen (mort le 30 juin 1987), skipper norvégien

## Décès
- Auguste Durand (né le 19 juillet 1830), organiste et éditeur français
- Eugène Goüin (né le 18 septembre 1818), homme politique français
- Paul Baudry (né le 7 mars 1825), lettré et historien français

## Evénements
- Loi renforçant la russification de la Finlande[réf. souhaitée].